# Келимане
Келима́не (порт. Quelimane), ранее Сан-Мартиньо-де-Келимане — город в Мозамбике, административный центр провинции Замбезия.

## Этимология
Происхождение названия «Келиманте» неясно. Согласно одной традиции, в 1498 году Васко да Гама спросил о названии этого места у некоторых жителей, работавших на полях за пределами поселения. Думая, что он спрашивает, что они делают, они просто ответили kuliamani («мы возделываем»).
Альтернативное объяснение заключается в том, что когда португальцы достигли поселения, их встретил знатный араб или полуараб, который выступал в качестве переводчика между ними и туземцами. Португальцы называли этого человека и его поселение Quelimane (произносится как Kelimãn), потому что на испорченном арабском языке, на котором говорят на восточноафриканском побережье, «Kalimãn» означает «переводчик». На суахили это слово звучит как «Mkalimani».
В 1761 году поселение стало городом. До 1853 года торговля в поселении была запрещена для всех, кроме португальцев. Плантации сизаля были организованы швейцарскими плантаторами в начале XX века, а именно Жозефом Эмилем Стаки де Куэй. Город начал расти и привлек несколько общин из разных слоев общества, включая мусульман и индийцев, а португальские власти построили новую инфраструктуру. Его оживленный порт работал с чаем, выращенным и обработанным в районе Замбезия (особенно важный в регионе вокруг Гуруэ, ранее Вила-Жункейру), в качестве своего основного экспортного товара. В городе также производился и обрабатывался в городе кокос. 
К 1970 году в Келимане было 71 786 жителей.

## География
Город Келимане расположен в центральной части мозамбикского побережья Индийского океана, в провинции Замбезия. Это океанский и речной порт, крупный индустриальный центр. В окрестностях города находятся многочисленные плантации, на которых выращиваются кокосовые пальмы (пальмовое масло является одним из основных экспортных товаров), сизаль и чай. Важнейшую роль в экономике города играют рыболовство и рыбоконсервная промышленность. Келимане является конечной станцией железной дороги, соединяющей внутренние районы Мозамбика с океанским побережьем. Вблизи города расположен одноимённый аэропорт.
С 1954 года Келимане — центр католического епископства.

## История
Келимане был основан в Средневековье арабскими купцами из Омана и Занзибара. В 1498 году город посетил по пути в Индию португальский мореплаватель Васко да Гама. В 1530 году Келимане был захвачен Португалией. В 1761 году он получает статус города, в 1763 году в Келимане впервые избирается городской парламент.
В XVIII-XIX столетиях через порт Келимане осуществлялся массовый вывоз из Африки рабов. В 1862 году в город был назначен английским консулом Дэвид Ливингстон.
Город Келимане является центром притяжения туристов благодаря своей хорошо сохранившейся колониальной архитектурой XVIII-XIX веков (например, Кафедральному собору Носса-Сеньора-ду-Вибраменту).

## Население
Население города по данным на 2007 год составляло 192 876 человек.
| Год  | Население |
| ---- | --------- |
| 1970 | 71 786    |
| 1997 | 153 187   |
| 2007 | 192 876   |

## Города-побратимы
- Ле-Пор, Реюньон (2003 год)[3]